# It's Not True
Pistes de My Generation
Please, Please, Please I'm A Man
It's Not True est une chanson du groupe britannique The Who, parue sur l'album My Generation en 1965 à la neuvième piste.

## Genèse et enregistrement
Cette chanson a été enregistrée le 10 novembre 1965 au studio A des studios IBC de Londres.

## Caractéristiques Artistiques
C'est un titre pop assez rythmé. Les voix de Roger Daltrey et des chœurs sont mixées en avant. Les paroles sont assez humoristiques; un narrateur prévient un interlocuteur que tout ce qu'on raconte sur lui (qu'il a tué son père, qu'il est déjà marié, qu'il est allé en prison) est faux.

## Personnel
- Roger Daltrey - chant
- Pete Townshend - guitare, Chant
- John Entwistle - basse, chant
- Keith Moon - batterie